# Conchita Martínez
Conchita Martínez (Monzón, 16 april 1972) is een voormalig tennisspeelster uit Spanje. Martínez speelt rechtshandig en heeft een enkelhandige backhand. Zij was actief in het internationale tennis van 1988 tot en met 2005. Haar hoogste notering op de enkelspelranglijst is de tweede plaats op 30 oktober 1995. In het dubbelspel bereikte zij de zevende plek, in januari 1993.

## Loopbaan
Martínez werd profspeelster in 1988 op het WTA-circuit. Zij beëindigde haar loopbaan in 2006. Gedurende die periode heeft zij 33 titels in het enkelspel gewonnen, waaronder Wimbledon in 1994. Zij versloeg in de finale de Amerikaanse Martina Navrátilová, die zij daarmee van haar tiende titel op dit toernooi afhield.
Na haar winst op Wimbledon bereikte zij nog tweemaal de finale van een grandslamtoernooi, maar zij verloor ze allebei. In 1998 bereikte zij de finale van het Australian Open, maar verloor van de Zwitserse Martina Hingis. In 2000 verloor zij de finale van Roland Garros van de Française Mary Pierce.
In het dubbelspel won zij dertien titels. Ook veroverde zij drie Olympische medailles, alle in het dubbelspel: zilver op de Olympische Spelen in 1992 in Barcelona (samen met Arantxa Sánchez Vicario) en de Olympische Spelen in 2004 in Athene (met Virginia Ruano Pascual), en daar tussenin op de Olympische Spelen in 1996 een bronzen medaille in Atlanta, met Arantxa Sánchez Vicario aan haar zijde.
Haar beste jaar was 1995. Zij wist in dat jaar de halve finales te bereiken op alle grandslamtoernooien. In alle 18 seizoenen op het WTA-circuit bleef zij binnen de top 50 van de WTA-ranglijst.
In de periode 1988–2004 maakte Martínez  deel uit van het Spaanse Fed Cup-team – zij vergaarde daar een winst/verlies-balans van 68–23. Samen met de eerder gestopte Arantxa Sánchez Vicario won Martínez de beker vijfmaal: in 1991, 1993, 1994, 1995 en 1998.

## Posities op deWTA-ranglijst
Positie per einde seizoen:
| jaar | rang enkelspel | rang dubbelspel |
| ---- | -------------- | --------------- |
| 1988 | 41             | 147             |
| 1989 | 7              | 67              |
| 1990 | 11             | 106             |
| 1991 | 9              | 51              |
| 1992 | 8              | 8               |
| 1993 | 4              | 10              |
| 1994 | 3              | 41              |
| 1995 | 2              | 17              |
| 1996 | 4              | 28              |
| 1997 | 12             | 19              |
| 1998 | 8              | 16              |
| 1999 | 15             | 24              |
| 2000 | 5              | 29              |
| 2001 | 35             | 19              |
| 2002 | 34             | 16              |
| 2003 | 18             | 21              |
| 2004 | 42             | 14              |
| 2005 | 32             | 9               |

## Palmares
| Legenda                |
| ---------------------- |
| Grandslamtoernooi      |
| Olympische Spelen      |
| Year-End Championships |
| Tier I                 |
| Tier II                |
| Tier III               |
| Tier IV & V            |

### WTA-finaleplaatsen enkelspel
| nr.              | finale     | toernooi              | ondergrond    | tegenstandster            | score          |         |
| ---------------- | ---------- | --------------------- | ------------- | ------------------------- | -------------- | ------- |
| gewonnen finales |            |                       |               |                           |                |         |
| 01.              | 1988-08-14 | WTA Sofia             | hardcourt (i) | Barbara Paulus            | 6-1, 6-2       | details |
| 02.              | 1989-02-12 | WTA Wellington        | hardcourt     | Jo-Anne Faull             | 6-1, 6-2       | details |
| 03.              | 1989-04-23 | WTA Tampa             | gravel        | Gabriela Sabatini         | 6-3, 6-2       | details |
| 04.              | 1989-09-17 | WTA Phoenix           | hardcourt     | Elise Burgin              | 3-6, 6-4, 6-2  | details |
| 05.              | 1990-09-23 | WTA Parijs            | gravel        | Patricia Tarabini         | 7-5, 6-3       | details |
| 06.              | 1990-10-21 | WTA Scottsdale        | hardcourt     | Marianne Werdel           | 7-5, 6-1       | details |
| 07.              | 1990-11-11 | WTA Indianapolis      | hardcourt (i) | Leila Meschi              | 6-4, 6-2       | details |
| 08.              | 1991-04-28 | WTA Barcelona         | gravel        | Manuela Maleeva-Fragnière | 6-4, 6-1       | details |
| 09.              | 1991-07-21 | WTA Kitzbühel         | gravel        | Judith Wiesner            | 6-1, 2-6, 6-3  | details |
| 10.              | 1991-09-22 | WTA Parijs            | gravel        | Inés Gorrochategui        | 6-0, 6-3       | details |
| 11.              | 1992-07-12 | WTA Kitzbühel         | gravel        | Manuela Maleeva-Fragnière | 6-0, 3-6, 6-2  | details |
| 12.              | 1993-01-10 | WTA Brisbane          | hardcourt     | Magdalena Maleeva         | 6-3, 6-4       | details |
| 13.              | 1993-03-28 | WTA Houston           | gravel        | Sabine Hack               | 6-3, 6-2       | details |
| 14.              | 1993-05-09 | WTA Rome              | gravel        | Gabriela Sabatini         | 7-5, 6-1       | details |
| 15.              | 1993-08-01 | WTA Stratton Mountain | hardcourt     | Zina Garrison             | 6-3, 6-2       | details |
| 16.              | 1993-11-14 | WTA Philadelphia      | tapijt (i)    | Steffi Graf               | 6-3, 6-3       | details |
| 17.              | 1994-04-03 | WTA Hilton Head       | gravel        | Natallja Zverava          | 6-4, 6-0       | details |
| 18.              | 1994-05-08 | WTA Rome              | gravel        | Martina Navrátilová       | 7-6, 6-4       | details |
| 19.              | 1994-07-02 | Wimbledon             | gras          | Martina Navrátilová       | 6-4, 3-6, 6-3  | details |
| 20.              | 1994-07-31 | WTA Stratton Mountain | hardcourt     | Arantxa Sánchez           | 4-6, 6-3, 6-4  | details |
| 21.              | 1995-04-02 | WTA Hilton Head       | gravel        | Magdalena Maleeva         | 6-1, 6-1       | details |
| 22.              | 1995-04-09 | WTA Amelia Island     | gravel        | Gabriela Sabatini         | 6-1, 6-4       | details |
| 23.              | 1995-05-07 | WTA Hamburg           | gravel        | Martina Hingis            | 6-1, 6-0       | details |
| 24.              | 1995-05-14 | WTA Rome              | gravel        | Arantxa Sánchez           | 6-3, 6-1       | details |
| 25.              | 1995-08-06 | WTA San Diego         | hardcourt     | Lisa Raymond              | 6-2, 6-0       | details |
| 26.              | 1995-08-13 | WTA Los Angeles       | hardcourt     | Chanda Rubin              | 4-6, 6-1, 6-3  | details |
| 27.              | 1996-05-12 | WTA Rome              | gravel        | Martina Hingis            | 6-2, 6-3       | details |
| 28.              | 1996-11-03 | WTA Moskou            | tapijt (i)    | Barbara Paulus            | 6-1, 4-6, 6-4  | details |
| 29.              | 1998-05-17 | WTA Berlijn           | gravel        | Amélie Mauresmo           | 6-4, 6-4       | details |
| 30.              | 1998-07-19 | WTA Warschau          | gravel        | Silvia Farina             | 6-0, 6-3       | details |
| 31.              | 1999-07-18 | WTA Sopot             | gravel        | Karina Habšudová          | 6-1, 6-1       | details |
| 32.              | 2000-05-14 | WTA Berlijn           | gravel        | Amanda Coetzer            | 6-1, 6-2       | details |
| 33.              | 2005-02-06 | WTA Pattaya           | hardcourt     | Anna-Lena Grönefeld       | 6-3, 3-6, 6-3  | details |
| verloren finales |            |                       |               |                           |                |         |
| 01.              | 1989-05-28 | WTA Genève            | gravel        | Manuela Maleeva-Fragnière | 4-6, 0-6       | details |
| 02.              | 1989-10-22 | WTA Bayonne           | hardcourt (i) | Katerina Maleeva          | 2-6, 2-6       | details |
| 03.              | 1992-03-01 | WTA Indian Wells      | hardcourt     | Monica Seles              | 3-6, 1-6       | details |
| 04.              | 1992-03-08 | WTA Boca Raton        | hardcourt     | Steffi Graf               | 6-3, 2-6, 0-6  | details |
| 05.              | 1992-04-05 | WTA Hilton Head       | gravel        | Gabriela Sabatini         | 1-6, 4-6       | details |
| 06.              | 1992-08-30 | WTA San Diego         | hardcourt     | Jennifer Capriati         | 3-6, 2-6       | details |
| 07.              | 1993-02-28 | WTA Linz              | tapijt (i)    | Manuela Maleeva-Fragnière | 2-6, 0-1, opg. | details |
| 08.              | 1993-04-25 | WTA Barcelona         | gravel        | Arantxa Sánchez           | 1-6, 4-6       | details |
| 09.              | 1993-10-31 | WTA Essen             | tapijt (i)    | Natalia Medvedeva         | 7-6, 5-7, 4-6  | details |
| 10.              | 1995-03-12 | WTA Delray Beach      | hardcourt     | Steffi Graf               | 2-6, 4-6       | details |
| 11.              | 1996-03-16 | WTA Indian Wells      | hardcourt     | Steffi Graf               | 6-7, 6-7       | details |
| 12.              | 1996-05-05 | WTA Hamburg           | gravel        | Arantxa Sánchez           | 6-4, 6-7, 0-6  | details |
| 13.              | 1997-05-11 | WTA Rome              | gravel        | Mary Pierce               | 4-6, 0-6       | details |
| 14.              | 1997-07-27 | WTA Stanford          | hardcourt     | Martina Hingis            | 0-6, 2-6       | details |
| 15.              | 1998-01-31 | Australian Open       | hardcourt     | Martina Hingis            | 3-6, 3-6       | details |
| 16.              | 1998-04-12 | WTA Amelia Island     | gravel        | Mary Pierce               | 7-6, 0-6, 2-6  | details |
| 17.              | 2000-01-09 | WTA Gold Coast        | hardcourt     | Silvija Talaja            | 0-6, 6-0, 4-6  | details |
| 18.              | 2000-04-16 | WTA Amelia Island     | gravel        | Monica Seles              | 3-6, 2-6       | details |
| 19.              | 2000-06-10 | Roland Garros         | gravel        | Mary Pierce               | 2-6, 5-7       | details |
| 20.              | 2002-09-29 | WTA Bali              | hardcourt     | Svetlana Koeznetsova      | 6-3, 6-7, 5-7  | details |
| 21.              | 2003-06-21 | WTA Eastbourne        | gras          | Chanda Rubin              | 4-6, 6-3, 4-6  | details |
| 22.              | 2004-04-18 | WTA Charleston        | gravel        | Venus Williams            | 6-2, 2-6, 1-6  | details |

### WTA-finaleplaatsen vrouwendubbelspel
| nr.              | finale     | toernooi              | ondergrond    | partner                | tegenstandsters                             | score         |         |
| ---------------- | ---------- | --------------------- | ------------- | ---------------------- | ------------------------------------------- | ------------- | ------- |
| gewonnen finales |            |                       |               |                        |                                             |               |         |
| 1.               | 1988-08-14 | WTA Sofia             | hardcourt (i) | Barbara Paulus         | Sabrina Goleš Katerina Maleeva              | 1-6, 6-1, 6-4 | details |
| 2.               | 1992-04-26 | WTA Barcelona         | gravel        | Arantxa Sánchez        | Nathalie Tauziat Judith Wiesner             | 6-4, 6-1      | details |
| 3.               | 1993-01-10 | WTA Brisbane          | hardcourt     | Larisa Neiland         | Shannan McCarthy Kimberly Po                | 6-2, 6-2      | details |
| 4.               | 1993-04-25 | WTA Barcelona         | gravel        | Arantxa Sánchez        | Magdalena Maleeva Manuela Maleeva-Fragnière | 4-6, 6-1, 6-0 | details |
| 5.               | 1996-08-25 | WTA San Diego         | hardcourt     | Gigi Fernández         | Larisa Neiland Arantxa Sánchez              | 4-6, 6-3, 6-4 | details |
| 6.               | 1998-04-05 | WTA Hilton Head       | gravel        | Patricia Tarabini      | Lisa Raymond Rennae Stubbs                  | 3-6, 6-4, 6-4 | details |
| 7.               | 1999-04-11 | WTA Amelia Island     | gravel        | Patricia Tarabini      | Lisa Raymond Rennae Stubbs                  | 7-5, 0-6, 6-4 | details |
| 8.               | 1999-09-26 | WTA Toyota            | hardcourt     | Patricia Tarabini      | Amanda Coetzer Jelena Dokić                 | 6-7, 6-4, 6-2 | details |
| 9.               | 2000-05-14 | WTA Berlijn           | gravel        | Arantxa Sánchez        | Amanda Coetzer Corina Morariu               | 3-6, 6-2, 7-6 | details |
| 10.              | 2001-04-15 | WTA Amelia Island     | gravel        | Patricia Tarabini      | Martina Navrátilová Arantxa Sánchez         | 6-4, 6-2      | details |
| 11.              | 2004-02-28 | WTA Dubai             | hardcourt     | Janette Husárová       | Svetlana Koeznetsova Jelena Lichovtseva     | 6-0, 1-6, 6-3 | details |
| 12.              | 2005-04-17 | WTA Charleston        | gravel        | Virginia Ruano Pascual | Iveta Benešová Květa Peschke                | 6-1, 6-4      | details |
| 13.              | 2005-08-07 | WTA San Diego         | hardcourt     | Virginia Ruano Pascual | Daniela Hantuchová Ai Sugiyama              | 6-7, 6-1, 7-5 | details |
| verloren finales |            |                       |               |                        |                                             |               |         |
| 1.               | 1989-07-23 | WTA Estoril           | gravel        | Gabriela Castro        | Iva Budařová Regina Rajchrtová              | 2-6, 4-6      | details |
| 2.               | 1992-03-08 | WTA Boca Raton        | hardcourt     | Linda Wild             | Larisa Neiland Natallja Zverava             | 2-6, 2-6      | details |
| 3.               | 1992-06-07 | Roland Garros         | gravel        | Arantxa Sánchez        | Gigi Fernández Natallja Zverava             | 3-6, 2-6      | details |
| 4.               | 1992-08-08 | O.S. Barcelona        | gravel        | Arantxa Sánchez        | Gigi Fernández Mary Joe Fernandez           | 5-7, 6-2, 2-6 | details |
| 5.               | 1992-08-30 | WTA San Diego         | hardcourt     | Mercedes Paz           | Jana Novotná Larisa Neiland                 | 1-6, 4-6      | details |
| 6.               | 1992-10-25 | WTA Brighton          | tapijt (i)    | Radomira Zrubáková     | Jana Novotná Larisa Neiland                 | 4-6, 1-6      | details |
| 7.               | 1992-11-15 | WTA Philadelphia      | tapijt (i)    | Mary Pierce            | Gigi Fernández Natallja Zverava             | 1-6, 3-6      | details |
| 8.               | 1993-02-28 | WTA Linz              | tapijt (i)    | Judith Wiesner         | Jevgenia Manjoekova Leila Meschi            | forfait       | details |
| 9.               | 1993-11-14 | WTA Philadelphia      | tapijt (i)    | Larisa Neiland         | Katrina Adams Manon Bollegraf               | 2-6, 6-4, 6-7 | details |
| 10.              | 1994-07-31 | WTA Stratton Mountain | hardcourt     | Arantxa Sánchez        | Pam Shriver Elizabeth Smylie                | 6-7, 6-2, 5-7 | details |
| 11.              | 1995-05-07 | WTA Hamburg           | gravel        | Patricia Tarabini      | Gigi Fernández Martina Hingis               | 2-6, 3-6      | details |
| 12.              | 1995-05-14 | WTA Rome              | gravel        | Patricia Tarabini      | Gigi Fernández Natallja Zverava             | 6-3, 6-7, 4-6 | details |
| 13.              | 1997-05-11 | WTA Rome              | gravel        | Patricia Tarabini      | Nicole Arendt Manon Bollegraf               | 2-6, 4-6      | details |
| 14.              | 1997-07-27 | WTA Stanford          | hardcourt     | Patricia Tarabini      | Lindsay Davenport Martina Hingis            | 1-6, 3-6      | details |
| 15.              | 2000-04-23 | WTA Hilton Head       | gravel        | Patricia Tarabini      | Virginia Ruano Pascual Paola Suárez         | 5-7, 3-6      | details |
| 16.              | 2001-06-10 | Roland Garros         | gravel        | Jelena Dokić           | Virginia Ruano Pascual Paola Suárez         | 2-6, 1-6      | details |
| 17.              | 2002-04-07 | WTA Sarasota          | gravel        | Els Callens            | Jelena Dokić Jelena Lichovtseva             | 7-6, 3-6, 3-6 | details |
| 18.              | 2002-05-19 | WTA Rome              | gravel        | Patricia Tarabini      | Virginia Ruano Pascual Paola Suárez         | 3-6, 4-6      | details |
| 19.              | 2002-07-28 | WTA Stanford          | hardcourt     | Janette Husárová       | Lisa Raymond Rennae Stubbs                  | 1-6, 1-6      | details |
| 20.              | 2003-01-11 | WTA Sydney            | hardcourt     | Rennae Stubbs          | Kim Clijsters Ai Sugiyama                   | 3-6, 3-6      | details |
| 21.              | 2003-04-13 | WTA Charleston        | gravel        | Janette Husárová       | Virginia Ruano Pascual Paola Suárez         | 0-6, 3-6      | details |
| 22.              | 2004-03-06 | WTA Doha              | hardcourt     | Janette Husárová       | Svetlana Koeznetsova Jelena Lichovtseva     | 6-7, 2-6      | details |
| 23.              | 2004-05-09 | WTA Berlijn           | gravel        | Janette Husárová       | Nadja Petrova Meghann Shaughnessy           | 2-6, 6-2, 1-6 | details |
| 24.              | 2004-07-25 | WTA Los Angeles       | hardcourt     | Virginia Ruano Pascual | Nadja Petrova Meghann Shaughnessy           | 7-6, 4-6, 3-6 | details |
| 25.              | 2004-08-22 | O.S. Athene           | hardcourt     | Virginia Ruano Pascual | Li Ting Sun Tiantian                        | 3-6, 3-6      | details |
| 26.              | 2005-08-21 | WTA Toronto           | hardcourt     | Virginia Ruano Pascual | Anna-Lena Grönefeld Martina Navrátilová     | 7-5, 3-6, 4-6 | details |
| 27.              | 2005-10-16 | WTA Bangkok           | hardcourt     | Virginia Ruano Pascual | Shinobu Asagoe Gisela Dulko                 | 1-6, 5-7      | details |
| 28.              | 2005-10-30 | WTA Linz              | hardcourt (i) | Virginia Ruano Pascual | Gisela Dulko Květa Peschke                  | 2-6, 3-6      | details |

## Resultaten grandslamtoernooien
| Legenda | Legenda                          |
| ------- | -------------------------------- |
| g.t.    | geen toernooi gehouden           |
| l.c.    | lagere categorie                 |
| –       | niet deelgenomen                 |
| G       | uitgeschakeld in de groepsfase   |
| 1R      | uitgeschakeld in de eerste ronde |
| 2R      | uitgeschakeld in de tweede ronde |
| 3R      | uitgeschakeld in de derde ronde  |
| 4R      | uitgeschakeld in de vierde ronde |
| KF      | uitgeschakeld in de kwartfinale  |
| HF      | uitgeschakeld in de halve finale |
| F       | de finale verloren               |
| W       | het toernooi gewonnen            |
| w-v     | winst/verlies-balans             |

### Enkelspel
| toernooi        | 1988 | 1989 | 1990 | 1991 | 1992 | 1993 | 1994 | 1995 | 1996 | 1997 | 1998 | 1999 | 2000 | 2001 | 2002 | 2003 | 2004 | 2005 |
| --------------- | ---- | ---- | ---- | ---- | ---- | ---- | ---- | ---- | ---- | ---- | ---- | ---- | ---- | ---- | ---- | ---- | ---- | ---- |
| Australian Open | –    | 2R   | –    | –    | 4R   | 4R   | KF   | HF   | KF   | 4R   | F    | 3R   | HF   | 2R   | 2R   | 1R   | 1R   | 1R   |
| Roland Garros   | 4R   | KF   | KF   | KF   | KF   | KF   | HF   | HF   | HF   | 4R   | 4R   | KF   | F    | 3R   | 2R   | KF   | 2R   | 1R   |
| Wimbledon       | –    | –    | –    | –    | 2R   | HF   | W    | HF   | 4R   | 3R   | 3R   | 3R   | 2R   | KF   | 3R   | 3R   | 1R   | 3R   |
| US Open         | 1R   | 4R   | 3R   | KF   | 1R   | 4R   | 3R   | HF   | HF   | 3R   | 4R   | 4R   | 3R   | –    | 2R   | 2R   | 1R   | 1R   |

### Vrouwendubbelspel

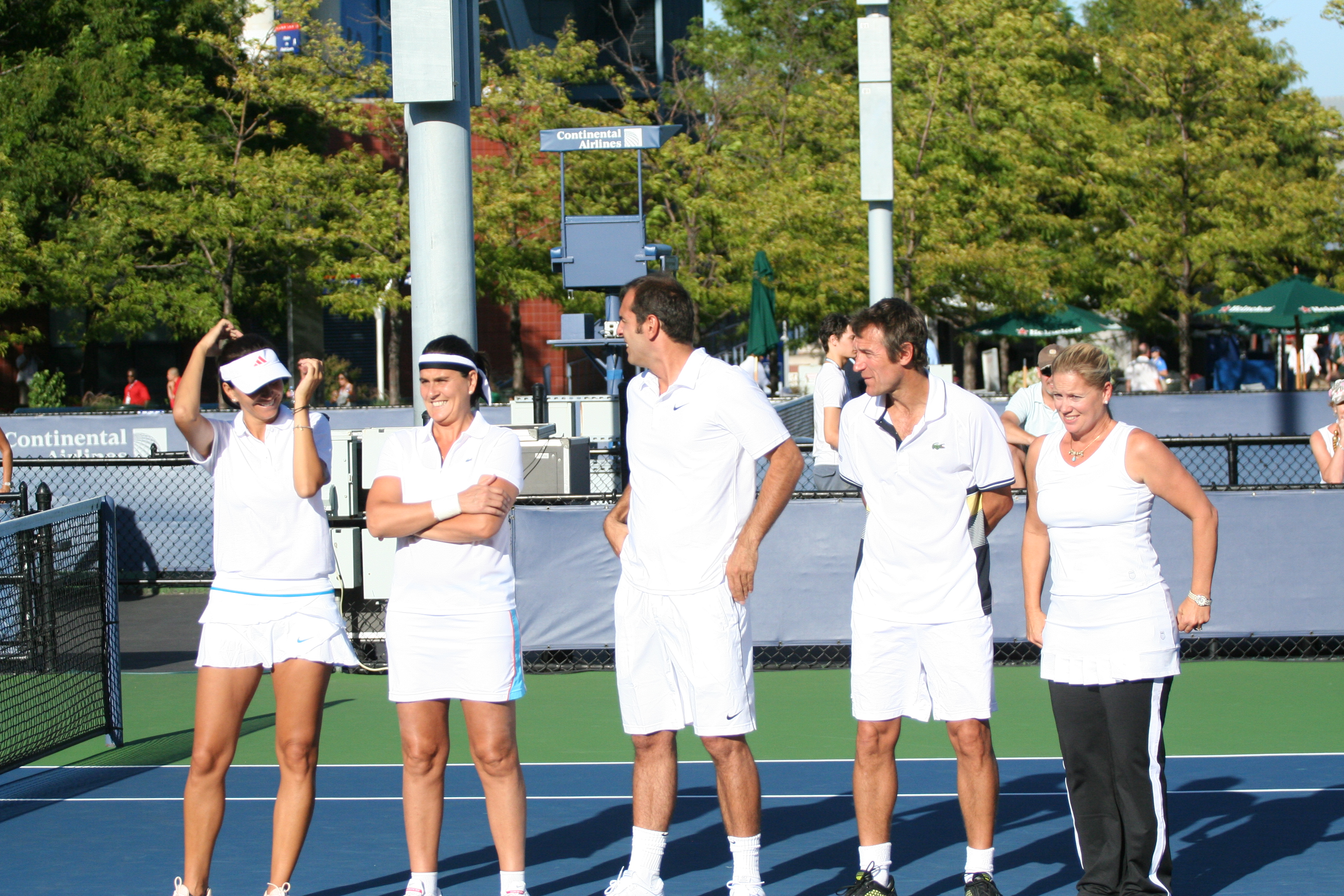
Iva Majoli, Conchita Martínez, Cédric Pioline, Mats Wilander en Kathy Rinaldi op het US Open 2010

| toernooi        | 1989 | 1990 | 1991 | 1992 | 1993 | 1994 | 1995 | 1996 | 1997 | 1998 | 1999 | 2000 | 2001 | 2002 | 2003 | 2004 | 2005 |
| --------------- | ---- | ---- | ---- | ---- | ---- | ---- | ---- | ---- | ---- | ---- | ---- | ---- | ---- | ---- | ---- | ---- | ---- |
| Australian Open | –    | –    | –    | –    | KF   | 3R   | 3R   | 3R   | KF   | HF   | 1R   | 2R   | 1R   | HF   | KF   | 3R   | 1R   |
| Roland Garros   | –    | 3R   | –    | F    | KF   | 1R   | 3R   | 3R   | KF   | KF   | 3R   | KF   | F    | 1R   | 1R   | KF   | 3R   |
| Wimbledon       | –    | –    | –    | 2R   | –    | 1R   | KF   | 3R   | 1R   | 1R   | 2R   | 2R   | 3R   | 3R   | KF   | 3R   | 3R   |
| US Open         | 1R   | –    | 2R   | 3R   | –    | 3R   | KF   | 3R   | KF   | 1R   | 3R   | KF   | 1R   | 3R   | KF   | KF   | HF   |

### Gemengd dubbelspel
| toernooi        | 1993 |    | 2004 | 2005 |
| --------------- | ---- | -- | ---- | ---- |
| Australian Open | KF   | –  | HF   |      |
| Roland Garros   | –    | –  | 1R   |      |
| Wimbledon       | –    | –  | 3R   |      |
| US Open         | HF   | 1R | –    |      |